# 脇阪寿一
脇阪 寿一（わきさか じゅいち、1972年7月29日 - ）は、日本のレーシングドライバー、レーシングチーム監督、プロデューサー。奈良県奈良市出身。
実弟は、同じレーシングドライバーの脇阪薫一。夫人は、元レースクイーンの福沢美穂。長年に渡る全日本GT選手権やSUPER GTでの活躍で、「ミスターGT」の異名を持つ。トヨタ在籍初期～中期（主に2003年～2006年）には、｢スピードファイター｣の異名も持っていた（『激走!GT』より）。

## プロフィール
- 身長：177 cm
- 体重：63 kg
- 血液型：AB型
- 愛車：レクサス・LS460 F SPORT、メルセデス・ベンツ・SL55、トヨタ・ヴェルファイア Executive Lounge、トヨタ・スープラ (JZA80)
- オフィス：JS STYLE COMPANY
- 芸能所属事務所：吉本興業

## 来歴
19歳で始めたレーシングカートで頭角を現し、1994年カートワールドカップで優勝。1995年に全日本F3選手権にデビュー。1996年に童夢へ移籍し、全日本F3で4勝を挙げ年間チャンピオンを獲得。童夢でのチーム監督だった元レーシングドライバー松本恵二は脇阪に大きく影響を与える師匠となり、松本のかばん持ちなど下積みも積んだ。当時はスズキのディーラーで営業マンとしても働いていたが、レース活動が活発になるにつれ顧客廻りをする時間が無くなり、顧客から会社に苦情が入るようになったため、25歳のときに会社を辞めレーシングドライバー専業となる。
1997年より国内最高峰レースであるフォーミュラ・ニッポンや全日本GT選手権 (JGTC; 現・SUPER GT)にステップアップし、第一線で活躍を始める。1996年には国産F1プロトタイプマシン 童夢・F105のテストを担当する。
1998年、GTでは引き続き童夢から参戦するが、フォーミュラ・ニッポンでは鈴木亜久里が主宰するARTAに移籍し、F1のジョーダン・無限ホンダのテストドライバーを務めた。当時はホンダ陣営の若手ドライバーだったが、JGTCにおいて2001年にTeam LeMansに移籍して以降トヨタのワークスドライバーとなり、2002年にはJGTCシリーズチャンピオンを獲得した。
軽妙なトークと明るいキャラクターでも知られ、『ジャンクSPORTS』『F1グランプリ』（共にフジテレビ）や『激走!GT→SUPER GT+』（テレビ東京）など多数のテレビ番組に出演する。多くのスポーツ選手や芸能人と交流があり、2003年には佐々木主浩がチームオーナーの「TEAM 22」からフォーミュラ・ニッポンに参戦した。2004年からはお笑い芸人のダウンタウンの浜田雅功のオファーを受けて、吉本興業とタレントマネジメント契約を結び、吉本興業所属タレント初のレーシングドライバーとなった。また、タレントのヒロミと共に「H-Factory Racing Team」を結成し、2002年のスーパー耐久にフル参戦した他、2004年からは「FieLDSレーシングチーム」チームプロデューサーとなり、ヒロミ (JGTC) や保阪尚希（スーパー耐久）らをドライバーに起用した。2011年東日本大震災より東日本大震災復興支援プロジェクトSAVE JAPANを立ち上げた。
以前には鈴鹿サーキットレーシングスクール　フォーミュラ（SRS-F）の講師も務めた。教え子の一人に佐藤琢磨がいる。
SUPER GTにおいてはトヨタのレクサス・SC430→レクサス・RC Fの先行開発ドライバーを務め、同じくSC430の開発ドライバーである立川祐路と並んで「トヨタのエース」と呼ばれていた。しかし、2004・2005年シーズンは未勝利に終わった。近年は車の開発・モータースポーツの向上を挙げ、「たくさんの人に車の良さ・楽しさを伝える」のもと開発やイベントに積極的に参画し、若手育成にも取り組んでいる。
2006年にはトムスに移籍し、新たにアンドレ・ロッテラーがパートナーとなった。開幕戦 鈴鹿において新天地での初優勝を得た。同年の優勝はこの1回のみだったが、全戦でポイントを挙げ安定した成績を収め、SC430のデビューイヤーを2002年以来のシリーズチャンピオンで飾った。
2008年には、ドライバーズタイトルは逃したものの表彰台に4回登り、チームタイトルを獲得した。
2009年は、初戦はポイント圏外に終わったが、第2戦以降は表彰台5回を含む成果を残し、ドライバー・チームのダブルタイトルを得た。
2016年にSUPER GTを引退。同時にチームルマンの監督へ就任。他カテゴリーにおいてはレーシングドライバーとして参戦をしている。
2019年には第4戦タイラウンドで監督として初の勝利を上げ、続いて第5戦富士スピードウェイでも連勝をあげる。その勢いを保ったまま、最終戦ツインリンクもてぎでも2位に入り長らく低迷を続けたチームルマンを立て直したとともに自力でチャンピオンに輝く。
2020年からTGR TEAM SARDの監督として指揮を執る（2020年10月4日SUPER GT第5戦富士でSARD移籍後初勝利）。トヨタのモータースポーツ部門においては、社長である豊田章男よりマーケティングを一任されるTOYOTA GAZOO Racingアンバサダーに任命され、プロデューサーとして、TOYOTA GAZOO Racing FESTIVAL（TGRF）の総合演出を担当し、全国のサーキットで開催した「走れ、86。特別試乗会」の総合監修を担当しマイナーチェンジとなったトヨタ・86のプロデュースをするなど、市販車への情報発信をする多岐に渡った活動を行っている。マーケティングの一環で、クルマの魅力を伝える人としては圧倒的に人気を誇り、インフルエンサーとなることから、豊田章男公認による、唯一TOYOTA以外の車種を乗ることが許されたレーシングドライバーとなる。

### 全日本選手権フォーミュラニッポン
- 1997年

前年の全日本F3選手権チャンピオン獲得により、国内トップカテゴリーであるフォーミュラ・ニッポンに、松本恵二が監督を務める「TEAM ANABUKI 童夢 with 無限」よりデビューを果たした。初のポイント獲得は第2戦 MINEでの6位であった。この年は通算4ポイントを挙げシリーズ14位となった。
- 1998年

鈴木亜久里率いるAUTOBACKS Racing Team AGURI (ARTA) に移籍。第2戦 MINEでは初表彰台（2位）を獲得した。第4戦 もてぎでは、ウェットコンディションの中、初優勝を飾った。この年は、シリーズ3位の好成績を挙げるも全10戦中5度のリタイヤを記録し、決勝レースでの安定感が課題となった。
- 1999年

前年同様ARTAから参戦。リタイヤ回数は2回となり決勝レースでの安定感は増したものの、未勝利（最高位2位・1回）に終わり、シリーズランキングは7位となった。
- 2000年

引き続きARTAから参戦。10戦中5戦でポイントを獲得（最高位2位・1回）したが優勝争いに絡む事は少なく、シリーズ7位となった。
- 2001年

引き続きARTAから参戦。開幕戦の鈴鹿で2位表彰台を獲得した。その後は第6戦 SUGOで2位、第7戦 富士で優勝した。他のレースでは1ポイントの獲得に留まり、シリーズ5位となった。
- 2002年

このシーズンでARTAからの参戦は5年目となった。この年は第7戦 富士で優勝し、ポイント獲得も計7戦（表彰台獲得回数5度）に及び、シーズンポイント獲得点数では33ポイントとパーソナルベストを記録し、シリーズ3位の好成績を収めた。
- 2003年

この年からシアトルマリナーズ（当時）の佐々木主浩がオーナーの「TEAM 22」より参戦し話題となった。チーム体制が整わない中、速さを発揮した脇阪は、第4戦 もてぎと第10戦 鈴鹿で優勝した。特に鈴鹿では、オーナーの佐々木が見守る中で勝利し、感動の優勝セレモニーとなった。シリーズ成績は3位であった。
- 2004年

JGTCで参戦していたTeam LeMansに移籍し、計6戦でポイントを挙げたが（表彰台4回・最高位2位1回）未勝利に終わり、シリーズランキングは5位となった。

### 全日本GT選手権・SUPER GT
- 1998年

第6戦からTAKATA童夢よりスポット参戦し、ホンダ・NSX GTをドライブした。パートナーは金石勝智。最終戦 SUGOでは1位でチェッカーを受け表彰台に上がるが、数時間後にエアリストリクターの違反により失格の裁定が下った。当の本人は『林みのるオーナーとの約束（優勝して来い）も守ったし、すでに新幹線の中だったからしゃあないですわ』と後に語っている。
- 1999年

98年から引き続きTAKATA童夢に在籍し、この年よりフル参戦を開始した。開幕戦鈴鹿ではポールポジションを獲得し、決勝でもウェットコンディションの中で速さを見せ、自身のJGTC初優勝を果たした。
- 2000年

予選では4回のポールポジションを獲得したが、優勝は第2戦 富士の1回に終わった。トラブルや不運などが続き、チャンピオンを逃した。
- 2001年

この年よりTeam LeMansから参戦。パートナーは野田英樹。第2戦 富士、スペシャルラウンドで開催されたセパンで優勝を果たした。
- 2002年

野田英樹に代わり、飯田章がチームに加入。第3戦 SUGOで優勝を果たした。優勝はこの1勝にとどまったが、堅実にポイントを稼ぎ、3勝したMobil1 NSXを1ポイント差で破り、シリーズチャンピオンを獲得した。
- 2003年

シリーズ連覇を目指してシーズンを戦い、開幕戦 岡山と第3戦 SUGOで優勝を果たしたが最終戦で失速し、開幕戦から確実にポイントを重ねていたザナヴィニスモGT-R（本山哲/ミハエル・クルム）にポイントで逆転され、3ポイント差でチャンピオンを逃した。
- 2004年

2004年も脇阪・飯田の布陣でシーズンを戦った。最終戦までチャンピオン争いを展開したが、不運やトラブルなどでポイントを取りこぼすレースも多く、2年連続でチャンピオンを逃した。また、1998年以来の未勝利となった。
- 2005年

2005年はチームの新型スープラの熟成が他チームより遅れ、シーズンを通して苦戦した。後半戦で調子を取り戻し、第6戦 富士と第8戦 鈴鹿で3位表彰台を獲得した。
- 2006年

2006年は5年間在籍したTeam LeMansを離れ、トムスに移籍した。パートナーはNAKAJIMA RACINGから移籍したアンドレ・ロッテラーとなった。脇阪は引き続き、立川祐路とともにSC430の開発を担った。開幕戦 鈴鹿においてSC430のデビューウィンを勝ち取り、脇阪にとっても2003年SUGO以来3年ぶりの優勝となった。その後、優勝はないものの、第3戦 富士での3位、第7戦 もてぎでの2位など、全戦で確実にポイントを獲得し、RAYBRIG NSXを1点差で下し、脇阪自身2002年以来のシリーズチャンピオンを獲得した。
- 2007年

2007年も宝山TOM'S SC430として参戦。パートナーも昨年と同じくロッテラー。前年にチャンピオンとなったため、ゼッケン1番での参戦となった。連覇を目指し序盤から堅実にポイントを重ねるも、なかなか上位の成績を残せなかった。第6戦 鈴鹿1000kmにおいて優勝を飾るも、シーズンを通じてNSX勢が独走しチャンピオンシップを支配したことから、チャンピオン獲得はならなかった。
- 2008年

昨年同様ロッテラーと共にPETRONAS TOM'S SC430として参戦。シーズン序盤はGT-Rの快進撃が続き苦戦を強いられるが、開幕戦 鈴鹿で3位表彰台を獲得し、第2戦 岡山で4位、第3戦 富士で2位表彰台と堅実にポイントを稼いだ。最終的にはシリーズ3位となった。
- 2009年

引き続きPETRONAS TOM'S SC430で、ロッテラーと共に参戦。開幕戦 岡山ではポイントを逃すが、第2戦 鈴鹿、第3戦 富士と2回連続で2位を獲得した。さらに、第8戦 オートポリスでは2007年第6戦 鈴鹿1000km以来の優勝を飾り、1位のMOTUL AUTECH GT-Rと5ポイント差に迫り、最終戦 もてぎで2位を獲得し、タイヤのバーストでノーポイントに終わったMOTUL AUTECH GT-Rを下し、シリーズチャンピオンに輝いた。ただこの年は第2戦鈴鹿で同じレクサスのエースである立川にオーバーテイクを許して以降、様々な方面から彼の進退が噂されるようになり、また脇阪自身も「捨て身の覚悟（結果が出なければドライバーを引退）」で挑んでいた為か、相当苦しいシーズンだった模様。
- 2010年

昨年同様の体制で参戦。ロッテラーとはこの年まで5年間コンビを組んだことによって、当時のJGTC・SUPER GT歴代の長年コンビのトップタイと並び（今までは長谷見昌弘・田中哲也組と竹内浩典・立川祐路組が歴代トップ）、日本人・外国人コンビでは歴代トップとなった。2023年現在、日本人コンビではセルモの立川祐路・石浦宏明の9年（2015年～2023年）、日本人、外国人コンビはニスモの松田次生・ロニークインタレッリの11年（2010年、2014年～2023年）が長年コンビのそれぞれトップとなっている（2010年はチームインパルでコンビを組んだ）。第2・3戦で表彰台を獲得し、最終戦で優勝を遂げたが、5ポイント差でチャンピオンを逃しシリーズ2位となった。
- 2011年

5年間在籍したトムスからクラフトへ移籍し、新パートナーのアンドレ・クートと共にD'STATION KeePer SC430で参戦した。シーズンを通して苦戦し、最上位は7位、シリーズ14位となった。
- 2012年

2011年を経てレクサス名門チームサードへ移籍。新パートナーとして石浦宏明と共にDENSO KOBELCO SC430で参戦した。近年ブリヂストンタイヤの開発も兼ねていた事から、ミシュランタイヤを装着するチームへの移籍でもあり、チームへの移籍は国内レース業界では電撃移籍となった。タイヤ定評も高い経験もありブリヂストン同様、ミシュラン側からも評価が高く、第2戦富士スピードウェイにて優勝。その後シリーズとしてポイント獲得を続けシリーズ3位となった。
- 2013年

引き続きレクサス チーム サードにて参戦。序盤こそ表彰台含め確実に上位の成績を残したが、第6戦以降失速しシリーズ8位となった。
- 2014年

前年度に所属していたサードを離脱し、新パートナーとなる関口雄飛と共にLEXUS TEAM WedsSport BANDOHに移籍。新規定に合致したWedsSport ADVAN RC Fで参戦した。
シーズン序盤は、車体のデリバリーが遅かったことやタイヤの性能から苦戦が続いたものの、終盤以降は上位に進出するなど復調を果たした。
- 2015年

前年と同じく関口雄飛と共にLEXUS TEAM WedsSport BANDOHから参戦する。
後にオートスポーツにて本人が語ったように相当苦しんだシーズンだった模様。ただ、第3戦のタイラウンド以降は他チームの選手らと積極的に交流することで復活の切っ掛けをつかむ。その後は調子も上向きレースでも安定感を見せるようになる。シーズンでは表彰台を獲得することそこできなかったが全レースポイントを獲得した。もてぎで行われた最終戦ではファステストラップを記録した。

## レース戦績
- 1992年 - 全日本カート選手権FAクラス
- 1993年 - 全日本カート選手権FAクラス
- 1994年 - 鈴鹿World Cup Kart Race in Japan ICAクラス（ 優勝）
- 1995年
  - 全日本カート選手権FSAクラス
  - 全日本F3選手権（TODA RACING with ASSO MOTORSPORT FCS #9→2 ASSO DALLARA 無限／ダラーラF395 MF204）（シリーズ6位）
- 1996年 - 全日本F3選手権（#8 ANABUKI DALLARA396無限／ダラーラF396 MF204）（シリーズチャンピオン・4勝）
- 1997年
  - 全日本選手権フォーミュラ・ニッポン（TEAM ANABUKI 童夢 with 無限 #8 童夢F104R・MF308）（シリーズ14位）
  - N1耐久シリーズ＜スポット参戦・富士＞（#91 シビック／EK9）（総合21位）
- 1998年
  - 全日本選手権フォーミュラ・ニッポン（ARTA #56 ローラT97-51・MF308）（シリーズ3位・1勝）
  - 全日本GT選手権・GT500クラス＜スポット参戦・Rd6,7＞（童夢レーシングチーム #18 TAKATA童夢無限NSX／NA2 C32B）（シリーズ22位）
  - ジョーダン無限ホンダF1テストドライバー
- 1999年
  - 全日本選手権フォーミュラ・ニッポン（ARTA #56 ローラT99-51⇒レイナード99L・MF308）（シリーズ7位）
  - 全日本GT選手権・GT500クラス（童夢×無限プロジェクト #18 TAKATA童夢NSX／NA2 C32B）（シリーズ4位・1勝）
  - ル・マン富士1000km（#61 BMW V12 LM／V12LM）（決勝3位）
- 2000年
  - 全日本選手権フォーミュラ・ニッポン（ARTA #56 レイナード99L・MF308）（シリーズ7位）
  - 全日本GT選手権・GT500クラス（童夢×無限プロジェクト #18 TAKATA童夢NSX／NA2 C32B）（シリーズ6位・1勝）
  - 第29回インターナショナルPokka1000km・GT500クラス（童夢×無限プロジェクト #18 TAKATA童夢×無限NSX／NA2 C32B）（総合優勝）
- 2001年
  - 全日本選手権フォーミュラ・ニッポン（ARTA #56 レイナード2KL・MF308）（シリーズ5位・1勝）
  - 全日本GT選手権・GT500クラス（ESSO TOYOTA TEAM LeMans #6 エッソウルトラフロースープラ／JZA80 3S-GTE）（シリーズ7位・2勝）
- 2002年
  - 全日本選手権フォーミュラ・ニッポン（ARTA #55 レイナード01L・MF308）（シリーズ3位・1勝）
  - 全日本GT選手権・GT500クラス（ESSO TOYOTA Team LeMans #6 エッソウルトラフロースープラ／JZA80 3S-GTE）（シリーズチャンピオン・1勝）
  - スーパー耐久シリーズ・ClassN+（H-factory  #163 H-factory ALTEZZA）（シリーズ5位）
  - 第31回インターナショナルPokka1000km・GT500クラス（ESSO TOYOTA Team LeMans #6 エッソウルトラフロースープラ／JZA80 3S-GTE）（総合優勝）（弟の薫一と史上初の兄弟での優勝）
- 2003年
  - 全日本選手権フォーミュラ・ニッポン（TEAM 22 #22 ローラB351・MF308）（シリーズ3位・2勝）
  - 全日本GT選手権・GT500クラス（ESSO TOYOTA Team LeMans #1 エッソウルトラフロースープラ／JZA80 3UZ-FE）（シリーズ2位・2勝）
  - 第10回十勝24時間ラース・グループN+クラス（エイチファクトリー #163 H-OGURA ALTEZZA／SXE10）（総合22位・クラス3位）
- 2004年
  - 全日本選手権フォーミュラ・ニッポン（Team LeMans #7 ローラB351・MF308）（シリーズ5位）
  - 全日本GT選手権・GT500クラスESSO TOYOTA Team LeMans #6 エッソウルトラフロースープラ／JZA80 3UZ-FE）（シリーズ3位）
- 2005年
  - SUPER GT・GT500クラス（ESSO TOYOTA Team LeMans #6 エッソウルトラフロースープラ／JZA80 3UZ-FE）（シリーズ6位）
  - ル・マン耐久シリーズ・LMP1クラス＜Rd.1＞（JIMGAINER #5 童夢S101Hb）
  - MAZDA FESTA 2005（#12 テレビ特番ROADSTER／NCEC）（決勝18位）
- 2006年
  - SUPER GT・GT500クラス（TOYOTA TEAM TOM'S #36 OPEN INTERFACE TOM'S SC430／UZZ40 3UZ-FE）（シリーズチャンピオン・1勝）
  - もてぎENJOY耐久レース（#102 C-FUELwithサクシード）（総合47位）
- 2007年 - SUPER GT・GT500クラス（TOYOTA TEAM TOM'S #1 宝山 TOM'S SC430／UZZ40 3UZ-FE）（シリーズ6位・1勝）
- 2008年 - SUPER GT・GT500クラス（PETRONAS TOYOTA TEAM TOM'S #36 PETRONAS TOM'S SC430／UZZ40 3UZ-FE）（シリーズ3位）
- 2009年 - SUPER GT・GT500クラス（LEXUS TEAM PETRONAS TOM'S #36 PETRONAS TOM'S SC430／LEXUS SC430 UZZ40 RV8KG）（シリーズチャンピオン・1勝）
- 2010年
  - SUPER GT・GT500クラス（LEXUS TEAM PETRONAS TOM'S #1 PETRONAS TOM'S SC430／LEXUS SC430 UZZ40 RV8KG）（シリーズ2位・1勝）
  - ニュルブルクリンク24時間レース ディビジョン2・SP8クラス（GAZOO Racing #50 レクサス・LFA／1LR-GUE）（総合18位・クラス優勝）
- 2011年 - SUPER GT・GT500クラス（LEXUS TEAM KRAFT #35 D'STATION KeePer SC430／LEXUS SC430 UZZ40 RV8KG）（シリーズ14位）
- 2012年
  - SUPER GT・GT500クラス（LEXUS TEAM SARD #39 DENSO KOBELCO SC430／LEXUS SC430 UZZ40 RV8KG）（シリーズ3位・1勝）
  - ニュルブルクリンク24時間レース ディビジョン2・SP8クラス（GAZOO Racing #83 レクサス・LFA／1LR-GUE）（総合15位・クラス優勝）
- 2013年 - SUPER GT・GT500クラス（LEXUS TEAM SARD #39 DENSO KOBELCO SC430／LEXUS SC430 UZZ40 RV8KG）（シリーズ7位）
- 2014年
  - SUPER GT・GT500クラス（LEXUS TEAM WedsSport BANDOH #19 WedsSport ADVAN RC F／LEXUS RC F USC10 RI4AG）（シリーズ15位）
  - ニュルブルクリンク24時間レース ディビジョン2・SP PROクラス（GAZOO Racing #53 レクサス・LFA Code X／1LR-GUE）（総合12位・クラス優勝）
  - ニュルブルクリンク耐久レースシリーズ VLN3・SP PROクラス（GAZOO Racing #53 レクサス・LFA Code X／1LR-GUE）（総合67位・クラス3位）
- 2015年 - SUPER GT・GT500クラス（LEXUS TEAM WedsSport BANDOH #19 WedsSport ADVAN RC F／LEXUS RC F USC10 RI4AG）（シリーズ11位）
- 2016年
  - TOYOTA GAZOO Racing 86/BRZ Race・プロフェッショナルクラス（Netz Tokyo Racing #25 86／TOYOTA 86 ZN6 FA20）
  - スーパー耐久シリーズ・ST-4クラス（埼玉トヨペット Green Brave #52 86／TOYOTA 86 ZN6 FA20）
- 2017年
  - TOYOTA GAZOO Racing 86/BRZ Race・プロフェッショナルクラス（ネッツ東京レーシングチーム #11 ネッツ東京レーシング86／TOYOTA 86）
  - スーパー耐久シリーズ・ST-TCRクラス＜Rd.5スポット参戦＞（Adenau #10 Racingline PERFORMANCE GOLF TCR／VW GOLF GTI TCR）

### 主な通算戦績
- 全日本F3選手権

通算勝利数・4勝（最高シリーズランキング：チャンピオン-1996年）
- 全日本選手権フォーミュラ・ニッポン

通算勝利数・5勝（最高シリーズランキング：3位-1998年、2002年、2003年）
- 全日本GT選手権 & SUPER GT・GT500クラス

ドライバーズチャンピオン・3回…歴代2位（2002年、2006年、2009年）
通算勝利数・11勝…歴代3位
ポールポジション10回…歴代2位

### 全日本フォーミュラ3選手権
| 年     | チーム            | シャシー       | エンジン    | クラス | 1     | 2     | 3     | 4      | 5     | 6     | 7      | 8     | 9     | 10    | 順位 | ポイント |
| ------ | ----------------- | -------------- | ----------- | ------ | ----- | ----- | ----- | ------ | ----- | ----- | ------ | ----- | ----- | ----- | ---- | -------- |
| 1995年 | TODA RACING       | ダラーラ・F395 | 無限・MF204 |        | SUZ 9 | FSW C | TSU 8 | MIN 15 | SUZ 4 | TAI 9 | SUG 13 | FSW 2 | SUZ 6 | SEN 9 | 6位  | 10       |
| 1996年 | TEAM ANABUKI 童夢 | ダラーラ・F396 | 無限・MF204 |        | SUZ 1 | TSU 1 | MIN 4 | FSW 3  | SUZ 1 | SUG 6 | SEN 1  | SUZ 3 | FSW C |       | 1位  | 60       |

- 太字はポールポジション、斜字はファステストラップ。(key)

### フォーミュラ・ニッポン
| 年     | チーム                      | 1       | 2      | 3       | 4       | 5       | 6       | 7       | 8       | 9       | 10      | 順位 | ポイント |
| ------ | --------------------------- | ------- | ------ | ------- | ------- | ------- | ------- | ------- | ------- | ------- | ------- | ---- | -------- |
| 1997年 | TEAM ANABUKI 童夢 with 無限 | SUZ 12  | MIN 6  | FSW Ret | SUZ Ret | SUG Ret | FSW 7   | MIN 11  | TRM 4   | FSW Ret | SUZ Ret | 14位 | 4        |
| 1998年 | AUTOBACS RACING TEAM AGURI  | SUZ Ret | MIN 2  | FSW Ret | TRM 1   | SUZ 4   | SUG Ret | MIN Ret | FSW Ret | SUZ 2   |         | 3位  | 25       |
| 1999年 | AUTOBACS RACING TEAM AGURI  | SUZ Ret | TRM 15 | MIN 10  | FSW Ret | SUZ 9   | SUG 5   | FSW 2   | MIN 3   | TRM 11  | SUZ 3   | 7位  | 16       |
| 2000年 | AUTOBACS RACING TEAM AGURI  | SUZ 11  | TRM 5  | MIN 4   | FSW 2   | SUZ 8   | SUG Ret | TRM 9   | FSW Ret | MIN 6   | SUZ 6   | 7位  | 13       |
| 2001年 | AUTOBACS RACING TEAM AGURI  | SUZ 2   | TRM 10 | MIN 12  | FSW 14  | SUZ 6   | SUG 2   | FSW 1   | MIN DSQ | TRM 16  | SUZ Ret | 5位  | 23       |
| 2002年 | AUTOBACS RACING TEAM AGURI  | SUZ 5   | FSW 3  | MIN Ret | SUZ 3   | TRM 3   | SUG Ret | FSW 1   | MIN 8   | TRM 2   | SUZ 4   | 3位  | 33       |
| 2003年 | TEAM 22                     | SUZ 18  | FSW 5  | MIN Ret | TRM 1   | SUZ 3   | SUG 3   | FSW Ret | MIN 6   | TRM Ret | SUZ 1   | 3位  | 31       |
| 2004年 | Team LeMans                 | SUZ 13  | SUG 3  | TRM Ret | SUZ 5   | SUG 3   | MIN 2   | SEP 3   | TRM Ret | SUZ 4   |         | 5位  | 23       |

- 太字はポールポジション、斜字はファステストラップ。(key)

### 全日本GT選手権/SUPER GT
| 年     | チーム                      | 使用車両         | クラス | 1       | 2       | 3       | 4       | 5       | 6       | 7       | 8      | 9     | 順位 | ポイント |
| ------ | --------------------------- | ---------------- | ------ | ------- | ------- | ------- | ------- | ------- | ------- | ------- | ------ | ----- | ---- | -------- |
| 1998年 | 無限×童夢 プロジェクト      | ホンダ・NSX      | GT500  | SUZ     | FSW     | SEN     | FSW     | TRM     | MIN 15  | SUG DSQ |        |       | NC   | 0        |
| 1999年 | 無限×童夢 プロジェクト      | ホンダ・NSX      | GT500  | SUZ 1   | FSW Ret | SUG Ret | MIN 11  | FSW 2   | TAI 3   | TRM Ret |        |       | 4位  | 47       |
| 2000年 | 無限×童夢 プロジェクト      | ホンダ・NSX      | GT500  | TRM Ret | FSW 1   | SUG 7   | FSW 17  | TAI 10  | MIN 2   | SUZ 15  |        |       | 6位  | 46       |
| 2001年 | ESSO TOYOTA Team LeMans     | トヨタ・スープラ | GT500  | TAI Ret | FSW 1   | SUG 5   | FSW 3   | TRM 13  | SUZ Ret | MIN 14  |        |       | 7位  | 40       |
| 2002年 | ESSO TOYOTA Team LeMans     | トヨタ・スープラ | GT500  | TAI 10  | FSW 2   | SUG 1   | SEP 11  | FSW 7   | TRM 4   | MIN 4   | SUZ 3  |       | 1位  | 75       |
| 2003年 | ESSO TOYOTA Team LeMans     | トヨタ・スープラ | GT500  | TAI 1   | FSW 12  | SUG 1   | FSW 6   | FSW 4   | TRM 4   | AUT 4   | SUZ 7  |       | 2位  | 83       |
| 2004年 | ESSO TOYOTA Team LeMans     | トヨタ・スープラ | GT500  | TAI 2   | SUG 11  | SEP 14  | TOK 2   | TRM 2   | AUT 4   | SUZ Ret |        |       | 3位  | 57       |
| 2005年 | ESSO TOYOTA Team LeMans     | トヨタ・スープラ | GT500  | OKA 11  | FSW 5   | SEP 4   | SUG 4   | TRM 9   | FSW 3   | AUT 10  | SUZ 3  |       | 6位  | 51       |
| 2006年 | TOYOTA TEAM TOM'S           | レクサス・SC430  | GT500  | SUZ 1   | OKA 8   | FSW 3   | SEP 15  | SUG 4   | SUZ 10  | TRM 2   | AUT 7  | FSW 4 | 1位  | 80       |
| 2007年 | TOYOTA TEAM TOM'S           | レクサス・SC430  | GT500  | SUZ 7   | OKA 5   | FSW DNS | SEP 8   | SUG 5   | SUZ 1   | TRM 6   | AUT 6  | FSW 6 | 6位  | 54       |
| 2008年 | PETRONAS TOYOTA TEAM TOM'S  | レクサス・SC430  | GT500  | SUZ 3   | OKA 4   | FSW 2   | SEP 7   | SUG 10  | SUZ 3   | TRM 3   | AUT 8  | FSW 7 | 3位  | 63       |
| 2009年 | LEXUS TEAM PETRONAS TOM'S   | レクサス・SC430  | GT500  | OKA 11  | SUZ 2   | FSW 2   | SEP 6   | SUG 7   | SUZ 8   | FSW 3   | AUT 1  | TRM 2 | 1位  | 88       |
| 2010年 | LEXUS TEAM PETRONAS TOM'S   | レクサス・SC430  | GT500  | SUZ 4   | OKA 3   | FSW 2   | SEP 8   | SUG 7   | SUZ 10  | FSW C   | TRM 1  |       | 2位  | 62       |
| 2011年 | LEXUS TEAM KRAFT            | レクサス・SC430  | GT500  | OKA 14  | FSW 11  | SEP 10  | SUG Ret | SUZ 7   | FSW 9   | AUT 9   | TRM 14 |       | 15位 | 7        |
| 2012年 | LEXUS TEAM SARD             | レクサス・SC430  | GT500  | OKA 9   | FSW 1   | SEP 4   | SUG 4   | SUZ Ret | FSW 6   | AUT 5   | TRM 4  |       | 3位  | 57       |
| 2013年 | LEXUS TEAM SARD             | レクサス・SC430  | GT500  | OKA 8   | FSW 4   | SEP 2   | SUG 4   | SUZ 9   | FSW 11  | AUT 7   | TRM 4  |       | 8位  | 47       |
| 2014年 | LEXUS TEAM WedsSport BANDOH | レクサス・RC F   | GT500  | OKA 11  | FSW 7   | AUT 8   | SUG 12  | FSW 11  | SUZ Ret | CHA 6   | TRM 6  |       | 15位 | 17       |
| 2015年 | LEXUS TEAM WedsSport BANDOH | レクサス・RC F   | GT500  | OKA 10  | FSW 7   | CHA 9   | FSW 10  | SUZ 4   | SUG 5   | AUT 9   | TRM 10 |       | 11位 | 27       |

### ル・マン耐久シリーズ
| 年     | チーム    | 使用車両     | エンジン | 1     | 2   | 3   | 4   | 5   | 順位 | ポイント |
| ------ | --------- | ------------ | -------- | ----- | --- | --- | --- | --- | ---- | -------- |
| 2005年 | JIMGAINER | 童夢・S101Hb | 無限     | SPA 4 | MNZ | SIL | NUR | IST | 8位  | 5        |

- 太字はポールポジション、斜字はファステストラップ。(key)

## エピソード

### レーサーとして
- フォーミュラ・ニッポンではスタート失敗がしばしばあった。スタートの遅さについて脇阪は引退後、自身が他のドライバーよりもタイヤの内圧依存度が高く内圧を上げないところで走ることが自分の感覚に合っており、そのためウォームアップやアウトラップが遅かったという趣旨のことを吐露している[4]。初優勝を遂げた1998年の第4戦もてぎはスタートに特化したセッティングを組んでいた。
- 1998年にはジョーダン・無限ホンダでF1のテストドライバーを務めていたが、シーズン途中で退いている。そのことを後年「政治的なところが見えて疲れた」と語っていた。その後、林みのるの手引きで童夢からGT500へ参戦する事となり、「ミスターGT」に誘われる事になった。
- 後輩たちから慕われており、「暴れん坊」で知られた関口雄飛を更生させて結果的にトムス抜擢まで導いた。また、同メーカーとの接触が相次ぎシートの確保が危うくなった平手晃平の相談にも乗っていた。
- 決勝後半でペースを上げ勝負をかける。GTでは2003年のスポーツランドSUGOにおいて最終コーナーで逆転し、0.082秒差で優勝した。2006年の開幕戦では巧みなペースコントロールで優勝し、ゴール後にタイヤを確認したらまだ余裕がある状態だったという。
- タバコを吸わず、酒もほとんど飲まないなど、肉体管理を徹底している。
- 前回のレースで勝ったヘルメットを次戦で使わないなど、あまりゲンを担がない。一方で、自身の周辺環境の変更に関してはこだわりが強く、レース時の宿泊ホテルや食事・備品の置き場所などの変更をあまり好まない。
- 趣味はゴルフ。レースウィークの移動中の空港で手にしたゴルフ誌を読んだ時に、ゴルフでできる体作りに共感した。全てはレースに役立てる為に洞察力の強化や体幹トレーニングの為、ゴルフを趣味としている。
- レースシーズンが近づくと自らを極限へストイックにし、トレーニング強化、カート練習、食生活など、他のドライバーでは稀に見ない精神的追い込みをする。
- 引退後のトークショー等で「僕は車を早く走らせる能力はそれ程無かったと思う。ただ車を早く仕上げる（セッティングする）能力があったと思う。」と語り監督的な役割をしてきた現役当時よりも監督としての今の方が向いていると語っている。

### 交友関係
- 師匠の松本恵二がレースを語る場合に「星野さんだったらこうする」「星野さんならあそこではこう変えて何秒タイムを縮める」など星野一義を軸とした例え方をすることが多く、そのため脇阪は星野のチームで走ったことはないが、新人時代から星野を大師匠のように思っていた。
- 土屋圭市とは長い親交があり、土屋がキャスターを務めるビデオマガジン『ホットバージョン』では常連ドライバーの一人として多く出演している。また、土屋からドリフト走行のトレーニングを受けたこともある。
- 土屋圭市とのエピソードとして有名なのは、とあるレースで簡単に抜いていったことに対しその日の晩に「俺のことを簡単に抜いていくな！ファンは俺と若手のお前とのバトルを見たがってるんだ。簡単に抜いていったらそのコーナーにいるお客さんしか楽しめないだろう！」とメールが来て、そのときは「めんどくさいオッサンやなぁ負け惜しみいいよんかな」と思いつつも「すいません次から気を付けます」と適当に返信した。その後のレースで似たような状況になった時にふとこの件を思い出し何周かバトルに付き合ってあげたとところ、その日の晩に「見たか！お客さん総立ちだっただろ！モータースポーツっていうのはこういう事なんだ」とメールがあった。この件以降自分の車を走らせて順位ばかり追うのではなくスタンドのお客さんやテレビの前のファンの事を考えてレースをしている土屋圭市にはかなわないと思い、再びモータースポーツのあり方について考えるようになった。
- 公式ホームページ（2002年度）ではB'zのファンであることを明かした（着信音は今夜月の見える丘に）。
- 2013年のダウンタウンのガキの使いやあらへんで!! 大晦日年越しSP番組として「絶対に笑ってはいけない地球防衛軍24時」では、「捕まってはいけない地球防衛軍」の際、助手席に「ドライブ鬼」に捕まった溝端淳平、月亭方正を乗せて自らLEXUS LFAを富士スピードウェイでドライブし、翌日のYahoo!Japan ニュースにおいて「脇阪寿一」の名前が検索ワード1位を獲得した。また、撮影前はLEXUS側よりLFAの露出NGが出ていたものの、交友関係が深い豊田章男に全国の人達へ日本のモータースポーツを知る機会と直接交渉をし今回の撮影許可を得た。
- 2016年2月4日のTOYOTA GAZOO Racingプレスカンファレンスにて引退を発表した際、豊田章男から届いたメッセージが話題となった。メッセージ内容は『脇阪さん、2001年より15年間、トヨタの仲間として活躍してくださり、本当にありがとうございました。スーパーGTでは、3回もチャンピオンを獲得していただきました。ニュルのプロジェクトでも、トヨタの味作りに力を貸して下さいました。また選手として活躍する傍ら、テレビやイベントなどで、車の楽しさを伝える”広報部長的役割”も担っていただき、私“モリゾウ”の想いを、分かりやすい言葉に置き変えてお客様に伝えてくれる“一番の代弁者”であったと思います。これからも、トヨタの仲間でいて欲しいし、クルマの魅力を伝える仲間でいて欲しいと思います。現役を引退されるということで、これからは広報部長ではなく「広報担当役員」くらいの立場で、さらなる活躍をお願いします。という訳で・・・ご昇格おめでとうございます。 豊田章男/モリゾウ』

### その他
- 平安高校（京都）時代、自動車免許取得後にトヨタ・ランドクルーザーで登校していたことがある。
- 富士スピードウェイでのSUPER GTのレーススタート前に、メインスタンドに陣取るライバルの日産応援団から寿一コールが起こったことがあった。
- 「グランツーリスモ5 公式ファンブック（ベストカー編集部刊）」にて「富士スピードウェイの走り方がよくわからない」と告白した。レース終わり際になってようやく走り方を思い出すが、他のサーキットでレースしているうちに忘れるの繰り返しだというが、あまり深く考えずに適当に走るとタイムが出ると語っている。
- 非常に情報発信が多いドライバーである。全国放送番組への出演のほか、2014年はニコニコ動画にて生放送を行うなどファンとの交流に積極的な側面を見せている。また、自らのYouTubeチャンネルにてチームの無線を公開するなど常に新しい試みを導入している。
- モータスポーツ向上のためにホンダや日産のドライバーとも交流を深くし様々な活動を行っている。
- 自身の持つ、発信力がTOYOTAより評価され、2015年のル・マンへ参戦するTOYOTA GAZOO Racingよリポーターを務めた。さらに2016年からはTGRアンバサダーも務めている。
- 2016年のニュルブルクリンク24時間レースではTOYOTAのアンバサダーに就任と同時に訪独。現地ドイツ人の観光客よりそのパフォーマンスを評価され現地メディアでも話題となった。
- 2016年よりザ・ベストカーの連載コラムを執筆し、記事が面白いと話題になり、史上発行部数を更新した。